# خنداعة كبيرة الرأس

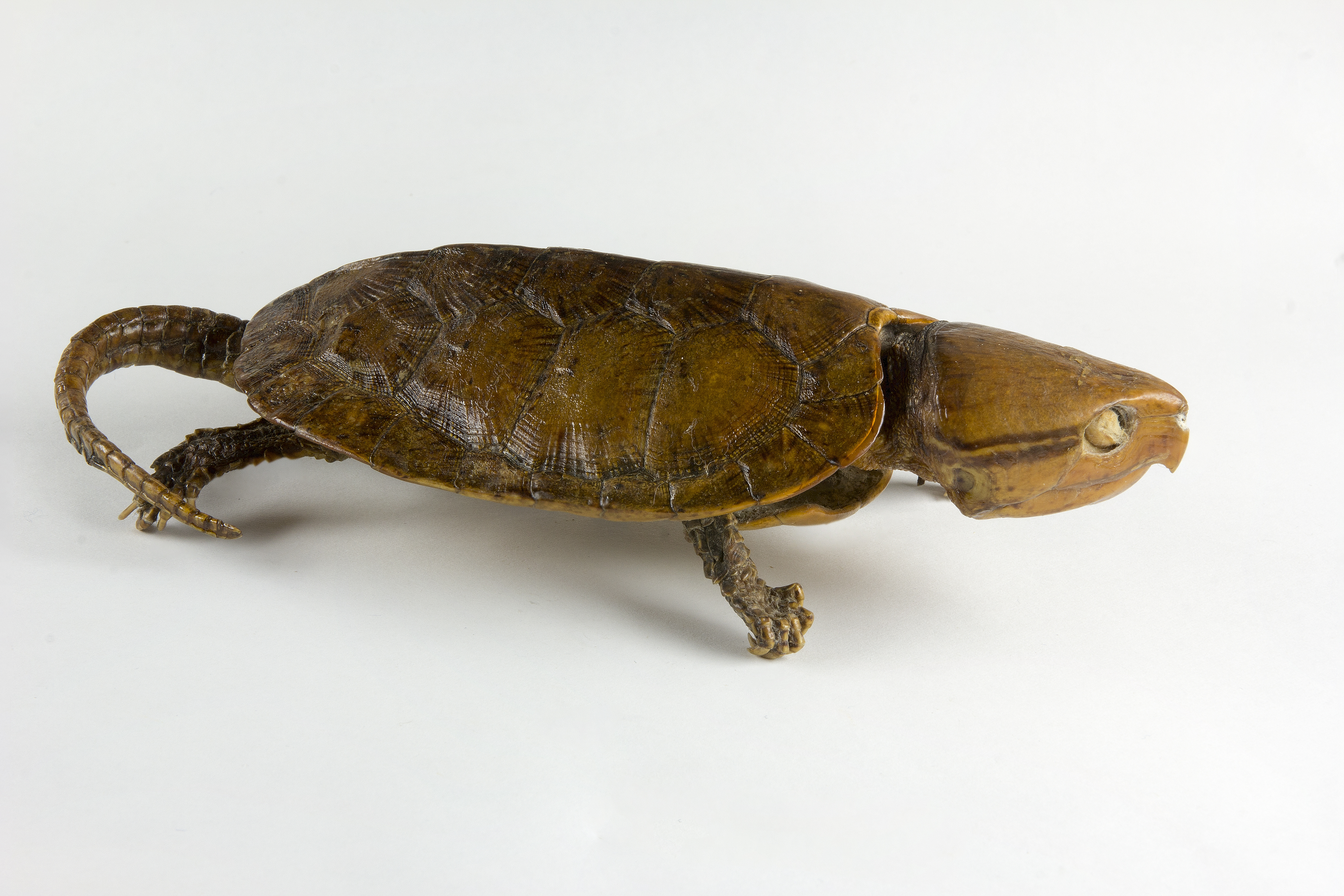
خنداعة كبيرة الرأس

 خِنْدَاعة كبيرة الرأس (الاسم العلمي Platysternon megacephalum)، نوع حيوانات بيوضة من فصيلة الخنداعيات ورتبة السلاحف.

## الأنتشار الجغرافي
الصين وفيتنام ولاوس وكمبوديا وتايلاند وبورما.